# Hans Stockmar (Unternehmen)
Die Hans Stockmar GmbH & Co. KG ist ein deutsches Unternehmen in der Rechtsform einer GmbH & Co. KG mit dem Geschäftssitz in Kaltenkirchen. Die anthroposophisch ausgerichtete Produktpalette umfasst Wachsmalfarben, Aquarellfarben und Kerzen aus Bienenwachs.

## Geschichte
Hans Stockmar gründete das Einzelunternehmen im Jahr 1922. Hergestellt wurden zunächst für die Imkerei die Mittelwände im Bienenstock. Acht Jahre später begann die Herstellung von Bienenwachskerzen. Als sich die ersten Ansätze der Reformpädagogik auf breiterer Ebene durchzusetzen beginnen, kam 1939 die Produktion von Knetwachs hinzu.
Nach dem Zweiten Weltkrieg wurde 1949 die Einzelfirma in eine Offene Handelsgesellschaft (OHG) umgewandelt. Seit 1952 werden – auf Anregung von Kunstlehrern aus Waldorfschulen – Wachsmalstifte entwickelt und produziert. Ab 1955 kamen auch Wachsfolien zur Kerzenverzierung hinzu, und für die Mitarbeiter ist eine Gewinnbeteiligung vereinbart. Nach dem Tode des Gründers Hans Stockmar im Jahr 1961 folgte die Umwandlung in eine Kommanditgesellschaft. Seit 1963 zählen Aquarellfarben zu den Produkten.
Ab 1974 begann der Prozess der Neutralisierung des Firmenkapitals und 1979 entschlossen sich die Familienmitglieder, künftige Erträge über eine Treuhandstelle fließen zu lassen. 1982 wurde ein Neubau in Kaltenkirchen bezogen, dessen Grundriss an eine Bienenwabe erinnert. Die Angebotspalette wurde um Holzpflegemittel und Farbkreisfarben erweitert. 2000 und 2001 wurden Kunst macht Sinn und WBU Qualitäts-Entwicklung als Marken registriert.
Das Unternehmen orientiert sich nicht nur an den Schadstoffgrenzwerten, die in der Euronorm DIN 71 für Schreibutensilien, Malfarben und Knetmassen festgelegt sind, sondern richtet sich zusätzlich nach den niedrigen Grenzwerten, die in der Lebensmittelverordnung festgeschrieben sind.